# Planetens gränser

Planetens gränser.

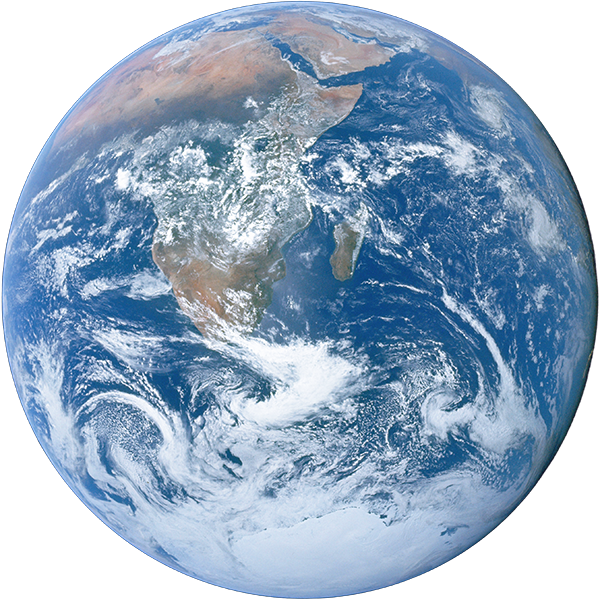
Jorden är ett slutet ekosystem, vilket betyder att det har gränser.

Planetens gränser är ett ramverk för hållbar utveckling utformat av en forskargrupp med ledning av Johan Rockström vid Stockholm Resilience Centre. Forskargruppen menar att det finns nio  miljöproblem som vart och ett har ett eget gränsvärde. Om detta gränsvärde överskrids kan det leda till oöverskådliga miljöeffekter på grund av de tröskeleffekter som uppstår. Forskningens resultat har presenterats i tidskriften Nature den 24 september 2009. Den mest överskridna planetära gränsen är biologisk mångfald, då arter nu utrotas i onaturligt hög hastighet som följd av mänsklig aktivitet. Vi lever idag i det sjätte massutdöendet, föregånget av utrotningen av dinosaurierna för cirka 60 miljoner år sedan. Skillnaden är att det massutdöende vi ser idag är orsakat av mänsklig aktivitet snarare än en naturkatastrof. Global uppvärmning hamnar på tredje plats av våra planetära överskridna gränser men får trots det störst uppmärksamhet av de planetära gränserna.

## Bakgrund
Idén att planeten jorden har gränser såväl fysiskt i rummet som beträffande naturresurser och som ekosystem betraktat har blivit allt mer framträdande under senare decennier, framförallt efter 1972 då rapporten Tillväxtens gränser (engelska: The Limits to Growth) publicerades. Modellen som artikeln presenterar bygger på hur fem variabler: världens befolkning, industrialiseringen, föroreningar, matproduktion och resursutarmning, alla anses växa exponentiellt. I kontrast till detta påpekar modellen att den teknik som finns tillgänglig för att öka tillgängligheten av resurser endast ökar linjärt.
Även gaiateorin, utvecklad av James Lovelock, där jorden ses som ett självreglerande biologiskt system men med gränser för vad den kan tåla, kan ses som ett tankesystem i samma riktning som Planetens gränser. Den teorin presenterar tanken att alla organismer och deras icke-organiska omgivning ingår i ett enskilt själv-reglerande system. Detta system har förmågan att anpassa sig efter vissa förändringar, dock med vissa begränsningar. På samma sätt som en organism kan upphöra att existera vid en viss temperatur, så kan vår planet som helhet få problem vid en viss temperatur. 

## Sammanfattning
| Planetär gräns                                                          | Beskrivning                                                                                                | Status                                      |
| ----------------------------------------------------------------------- | --- | ------------------------------------------- |
| Förlust av biologisk biodiversitet Förlust av funktionell biodiversitet | Antal arter som försvinner per miljoner arter per år Ekologiska funktioner som försvinner när arter dör ut | Gränsen överskriden Gränsen ej kvantifierad |
| Klimatförändring                                                        | CO2 i atmosfären                                                                                           | Gränsen överskriden                         |
| Kvävecykeln Fosforcykeln                                                | Mängd N2 per år från atmosfären Mängd fosfor per år till oceanerna                                         | Gränsen överskriden                         |
| Stratosfäriskt ozon                                                     | Koncentration av ozon                                                                                      | Gränsen ej överskriden                      |
| Havsförsurning                                                          | Genomsnittlig mättnad av havsvatten mätt i aragonit                                                        | Gränsen nästan överskriden                  |
| Global färskvattenanvändning                                            | Konsumtion av färskvatten per person                                                                       | Gränsen ej överskriden                      |
| Landanvändning                                                          | Procent av landareal som används för jordbruk                                                              | Gränsen överskriden                         |
| Kemisk förorening                                                       | Koncentration av giftiga substanser, plaster, endokrina disruptorer, tungmetaller, radioaktivitet i miljön | Gränsen överskriden                         |
| Atmosfärisk aerosol                                                     | Koncentration av partiklar i atmosfären                                                                    | Gränsen ej kvantifierad                     |

## Kritik
Enligt kritiker är sex av dessa gränser obevisade, däribland gränsen för landanvändning på 15%. De menar ytterligare att den ökade landanvändningen har ökat det globala välståndet. Kritikerna påstår också att de sex gränserna är relevanta lokalt snarare än globalt. 